# Подгруздок чёрный
Подгруздок чёрный (лат. Rússula adústa) — съедобный гриб рода Russula семейства Сыроежковые. В некоторых местностях этот гриб называют чёрной сыроежкой.

## Описание
- Шляпка 5—15 (25) см, выпукло-распростёртая, в центре вдавленная. У молодых грибов сероватая или палевая, с возрастом буреющая, слегка клейкая.
- Пластинки приросшие или слегка низбегающие, узкие, разной длины, часто ветвящиеся, сначала белые, потом сероватые, при надавливании чернеют.
- Споровый порошок белый.
- Ножка 3—6х2—3 см, плотная, того же оттенка, что и шляпка, но светлее, цилиндрическая, сплошная гладкая, от прикосновения чернеет.
- Мякоть на срезе краснеющая, затем медленно сереющая, не едкая, сладковато-острая. Без млечного сока. От прикосновения чернит. Запах сильный и характерный, описываемый в разных источниках как запах плесени или старых винных бочек.

Растет под соснами на кислых почвах. Встречается с июля по октябрь, но не обильно. Распространен в основном в северной половине лесной зоны, в хвойных, лиственных и смешанных лесах. Гриб съедобный, 4-й категории, идёт только в засолку. Перед засолом необходимо предварительно отваривать или отмачивать. При засоле чернеет.